# Xestia cyanostica
Xestia cyanostica là một loài bướm đêm trong họ Noctuidae.